# Dahme/Mark
Dahme/Mark é um município da Alemanha, situado no distrito de Teltow-Fläming, no estado de Brandemburgo. Tem 162,02 km² de área, e sua população em 2019 foi estimada em 4.881 habitantes.